# 高地主線
高地本線（英語：Highland Main line）是蘇格蘭的鐵路路線，長190公里，起自珀斯，穿越苏格兰高地，行經一系列小城镇和村莊，終點是因弗内斯。目前來往於因弗内斯和爱丁堡、格拉斯哥、伦敦之間的列車行駛本線。在因弗内斯，本線与遠北線、阿伯丁-因弗内斯线和洛哈爾什凱爾線交會。全線未電氣化，所有列車都使用柴油動力。
大部分區間為單線，排點上不同方向的列車會同時抵達可辦理交會車站會車，因弗内斯和爱丁堡或格拉斯哥之间需時約三个半小时。

## 歷史
最初，本線主要由高地铁路（Highland Railway）興建建造和运营，珀斯和斯坦利之间的一小段路線則是苏格兰米德兰聯接铁路（Scottish Midland Junction Railway）興建，在1856年与阿伯丁铁路合并成为苏格兰东北铁路，於1866年併入加里東铁路。原始路線经过佛雷斯（Forres），但在1898年因弗内斯和阿维莫尔直通铁路通車，路線縮短。
最初，僅在因弗内斯和达尔克罗斯之间，以及斯坦利交會站和珀斯之间有雙線。在 1890 年代改用路牌閉塞，提升了單線行車的效率，後來又升級為自動路牌交換系統。主要的升級是部分路線的雙線化，包括1900年布萊爾·阿索爾至達那卡多賀（Dalnacardoch）的13.28公里（8.25英里）區間、1901年延伸至德魯莫克達的13.7公里（8.5英里）區間，以及1909年延伸至達爾維尼的8.9公里（5.5英里）區間。 1960年代本線有不少路段又由雙線改為單線，但在1976 年，从布萊爾·阿索爾至達爾維尼的 23 英里路線又改為雙線。 2019 年 3 月， 英國鐵路網公司完成了一项工程计划，增加路線容量、讓城際列車125型進入蘇格蘭鐵路的路網，以及增建交會股道和月台。 

## 路線
路線上有两个重要的山峰：布萊爾·阿索爾（Blair Atholl）與達爾維尼（Dalwhinnie）之間的德魯莫克特峰（Drumochter Summit，也拼写为Druimuachdar；海拔452公尺，合1484英呎），   和卡布里奇（Carrbridge）與因弗內斯之間的斯洛赫德峰（Slochd Summit ，海拔401公尺，約合1315英呎）。路线其它景點還有庫洛登高架橋（Culloden Viaduct）和湯馬丁高架橋（Tomatin Viaduct）、德魯莫克特（Drumochter）的壯麗山口，以及陡坡。尤其是因弗内斯到斯洛赫德峰的長上坡，平均坡度約為 60 分之一。

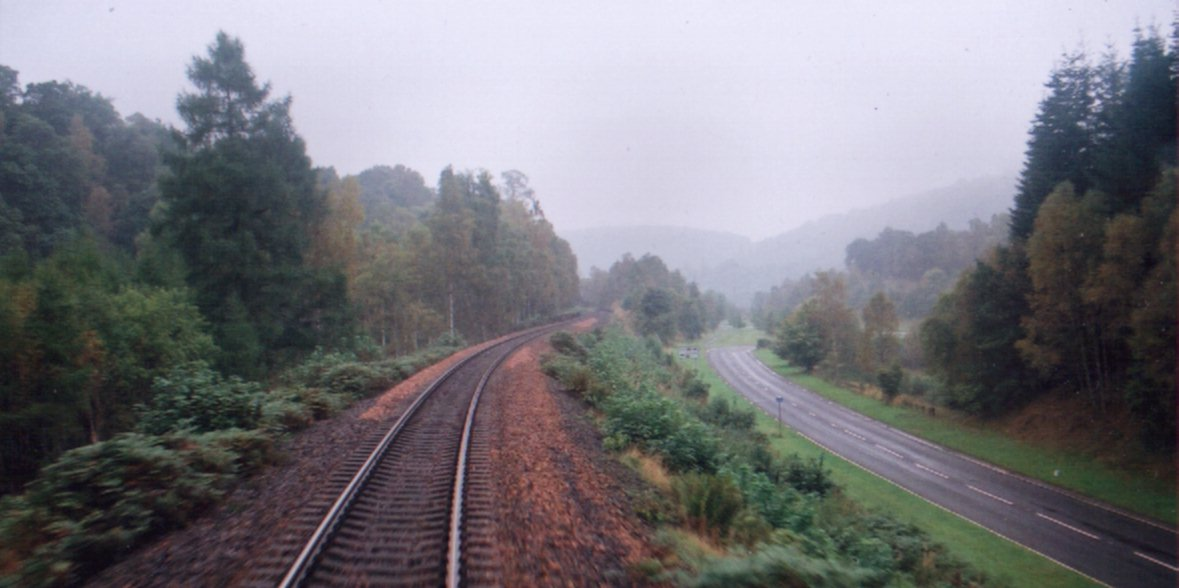
位於珀斯郡，與A9公路並行的高地主線，2000年9月。

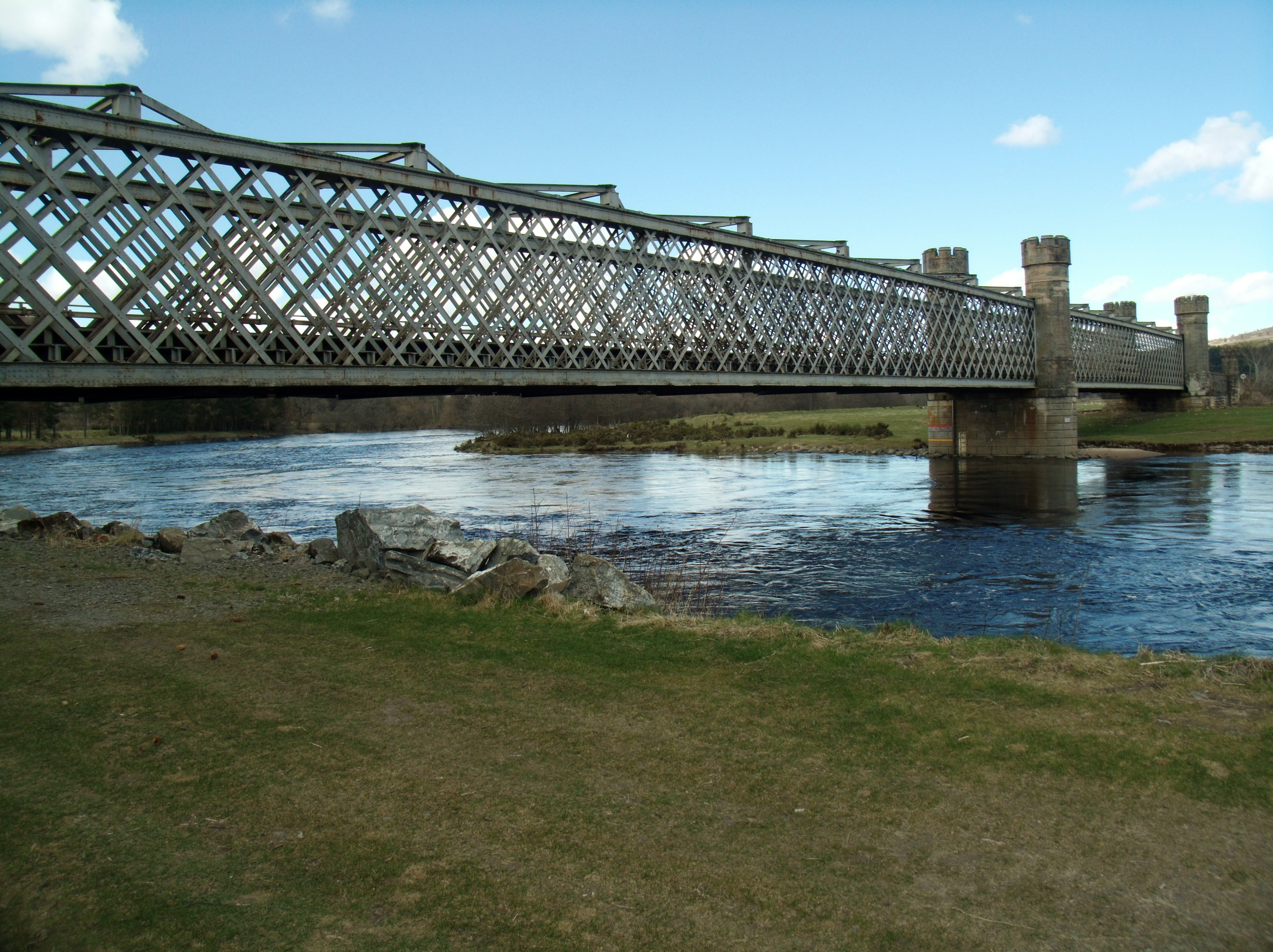
達爾吉斯橋（Dalguise Viduct）

## 车站和列車
截至2020年，本線车站如下：
| 位於           | 英國國家格網參考系統 |
|                | 其他注意事项         |
| 珀斯           | NO112230             |
| 邓凯尔德和伯南 | NO030417             |
|                | 共享车站             |
| 皮特洛赫里     | NN937580             |
| 布莱尔阿索尔   | NN870653             |
| 达尔维尼       | NN634848             |
| 紐敦莫         | NN715984             |
| 金尤西         | NH756003             |
| 阿维莫尔       | NH895123             |
|                | 連接斯澤士庇鐵路     |
| 卡布里奇       | NH899224             |
| 因弗内斯       | NH667454             |

本線列車由阿貝里奧蘇格蘭鐵路和倫敦東北鐵路營運。阿貝里奧蘇格蘭鐵路列車每天於珀斯和因弗内斯之间單向共開行 11 班列車，班距約為2小時，列車起站為格拉斯哥皇后街車站（经斯特灵）或愛丁堡威瓦利站（經柯科迪）。倫敦東北鐵路則行駛高地頭目號列車（Highland Chieftain） ，早上8時从因弗内斯出发，经东海岸主线，於16時抵達伦敦国王十字車站；返程列車於 12時离开伦敦，20時抵达因弗内斯。
加勒多尼臥舖列車是行經西海岸主線，往來因弗内斯和伦敦尤斯顿車站之间的夜車。本列車在愛丁堡威瓦利站與來自阿伯丁和威廉堡的車廂聯結，於是在愛丁堡以南區間的本列車，是目前英國編組最長的机车牵引旅客列车，共有 16 节车厢。

珀斯和因弗内斯之间的所有列車都停靠皮特洛赫里（Pitlochry） 、金尤西（Kingussie）和阿維莫爾（Aviemore） 。大部分的蘇格蘭鐵路列車也停靠鄧凱爾德和柏南（Dunkeld & Birnam，北行8班、南行 10班）和布萊爾·阿索爾（Blair Atholl，北行 8班、南行 6班）。達爾維尼（Dalwhinnie，雙向各 5班）、 紐敦莫和卡布里奇（Carrbridge）等站班次較少。周日有些列車延駛至埃爾金，停靠奈恩（Nairn）和佛雷斯（Forres）。 

## 车辆
| 班级              | 类型                     | 使用者             | 路线                                          | 最大速度  | 最大速度  | 製造者/ 製造年分                                                | 服务年      | 租用自               | 其他注意事项                                                                                                   |
| 班级              | 类型                     | 使用者             | 路线                                          | 英里/小时 | 公里/小时 | 製造者/ 製造年分                                                | 服务年      | 租用自               | 其他注意事项                                                                                                   |
| ----------------- | ------------------------ | ------------------ | --------------------------------------------- | --------- | --------- | --------------------------------------------------------------- | ----------- | -------------------- | --- |
| 43型機車          | 柴油机车                 | 阿贝利奥苏格兰铁路 | 格拉斯哥/爱丁堡到因弗内斯                     | 125       | 200       | 英國鐵路工程公司 ／1975–1982                                    | 2018 -      | 不适用               | - 列車名為七城號（Inter7City）。 - 有9列四节车與17列五节车厢列車。 - 1個四节车箱編組在斯通黑文出軌事故中受损。 |
| Mark 3型客車      | 客车                     | 阿贝利奥苏格兰铁路 | 格拉斯哥/爱丁堡到因弗内斯                     | 125       | 200       | 英國鐵路工程公司／1979-1980                                     | 2018 -      | 不适用               | - 列車名為七城號（Inter7City）。 - 有9列四节车與17列五节车厢列車。 - 1個四节车箱編組在斯通黑文出軌事故中受损。 |
| 73/9型機車        | 柴油机车                 | 加勒多尼卧铺       | 伦敦尤斯顿到因弗内斯 （在爱丁堡更換电力机车） | 90        | 145       | 英国铁路伊斯特利工場／1962 英国电气／1965-1967 2014-2016 年更新 | 2016-       | 英國铁路货运         | |
| Mark 5 型客车     | 交誼廳车 坐卧铺客車 卧车 | 加勒多尼卧铺       | 伦敦尤斯顿到因弗内斯                          | 100       | 161       | CAF／ 2016-2018                                                 | 2019年10月- | 加勒多尼卧铺铁路租赁 | 替换 Mark 2型客車                                                                                              |
| Mark 5 型卧铺客車 | 交誼廳车 坐卧铺客車 卧车 | 加勒多尼卧铺       | 伦敦尤斯顿到因弗内斯                          | 100       | 161       | CAF／ 2016-2018                                                 | 2019年10月- | 加勒多尼卧铺铁路租赁 | 替换 Mark 3型客車                                                                                              |
| 158/0快速短跑者   | 柴聯車                   | 阿貝里奧蘇格蘭鐵路 | 格拉斯哥/爱丁堡到因弗内斯                     | 90        | 145       | 德比利彻奇巷工場／1989-1992                                     |             | 不适用               | |
| 170型柴聯車       | 柴聯車                   | 阿貝里奧蘇格蘭鐵路 | 格拉斯哥/爱丁堡到因弗内斯                     | 100       | 161       |                                                                 |             | 不适用               | |
| 800型雙動力源列車 | 雙動力源列車             | 伦敦东北铁路       | 伦敦国王十字/爱丁堡到因弗内斯                 | 125       | 200       | 日立牛顿艾克利夫／2014-2018                                     | 2019 -      | 不适用               | - 列車名高地頭目號。 - 10列五节车厢編組和13列九节车厢編組列車。                                                |

## 使用
与 2003 年 4 月至 2010 年 4 月相比，本線的总使用量增加了 154%。

## 未来
苏格兰政府在 2020 年 2 月发布的国家交通策略書指出，本線將在 2035年以前以架空线進行電氣化。 